# 李埈镕
李埈鎔（영선군 이준용，1870年6月25日—1917年3月22日），字景極，號石庭、又号松亭，本貫全州李氏，李載冕之子，朝鮮攝政公兴宣大院君嫡長孫，第二十六代王高宗的姪子。朝鮮的贵族、軍人、政治家。
大院君曾想让他取代高宗为朝鲜国王。东学党起义时密谋兵变。
隆熙四年（1910年）7月，李埈镕创建神宫，以天照大神置于中央，檀君和李成桂配左右，亲自执笔上梁文。《日韩合并条约》后永宣君封爵被取消，成为李熹公（李载冕）爵位继承人。日本赐16.8万元恩赐金。大正元年（1912年）9月，李熹公去世，李埈镕世袭，改名李埈，称“李埈公”。大正三、四年（1914、1915年）间为参与昭宪皇太后葬礼及其一周年祭与祝贺大正天皇加冕三度前赴日本。大正六年（1917年）3月22日因心脏病与肾脏病并发在云岘宫逝世。葬礼“仪卫宏壮，观者不胜杂沓，葬仪用明朝辅国公之例，日本天皇赐金万元，龙出陆、海军全部来卫，远胜于李熹公葬时”。在晚年，李埈的妾全顺爀在1916年生下一女李辰琬，但是李埈死時沒有兒子可以繼承；在其夫人金氏的協調下，一個月後，由堂弟李堈公次子李鍝过继给他为养子并繼承爵位。